# Osservazione di Venere
Venere è il terzo oggetto per luminosità del cielo, dopo il Sole e la Luna, con una magnitudine apparente compresa tra -3,5 e -4,5. Appare sempre molto vicino al Sole, manifestandosi prima dell'alba o dopo il tramonto, compatibilmente con la sua posizione. Ad occhio nudo, appare come un astro lucentissimo di colore giallo-biancastro.
Già un piccolo telescopio permette di apprezzarne le fasi, per la prima volta osservate da Galileo Galilei nel 1610. Con strumenti più potenti e filtri ultravioletti è possibile discernere caratteristiche del manto nuvoloso.
L'osservazione di Venere è condotta sin dall'Antichità ed acquisì grande importanza nelle culture mesopotamiche e mesoamericane.

## Osservazione ad occhio nudo
Venere appare ad occhio nudo come un astro lucentissimo di colore giallo-biancastro di magnitudine compresa tra -3,5 e -4,5. Poiché è interno all'orbita della Terra, appare sempre molto vicino al Sole, manifestandosi prima dell'alba o dopo il tramonto, compatibilmente con la sua posizione. Per questo è detto anche stella del mattino, Lucifero, e stella della sera, Vespero.
Alla sua elongazione massima, di circa 48°, precede l'alba o segue il tramonto di circa 3 ore, che corrispondono al massimo periodo di visibilità in una notte. Periodicamente passa davanti o dietro al Sole entrando quindi in congiunzione ed è allora non visibile, offuscato dal bagliore solare.
In rare occasioni, può essere visto al mattino (prima dell'alba) e alla sera (dopo il tramonto) nello stesso giorno. Questo avviene quando è alla massima separazione dall'eclittica e nello stesso momento alla congiunzione inferiore; il fenomeno si ripete con un ciclo di otto anni.

### Visibilità diurna
Venere è facilmente visibile durante le eclissi di Sole, ma può essere osservato anche in pieno giorno,  soprattutto quando il pianeta è alla sua massima magnitudine. L'osservazione ad occhio nudo o attraverso l'uso di un binocolo è favorita se si scherma il Sole con l'ombra di un edificio o con un rilievo all'orizzonte; così facendo, inoltre, si evita che lo strumento possa essere puntato erroneamente verso il Sole - azione che provocherebbe gravi danni alla vista. Se si ricorre a strumenti ottici dotati di supporto orientabile, è possibile posizionarli in modo da inquadrare direttamente Venere.
L'individuazione di Venere può essere facilitata dall'occorrenza di particolari configurazioni celesti, quali congiunzioni con la Luna.

## Ciclo di Venere

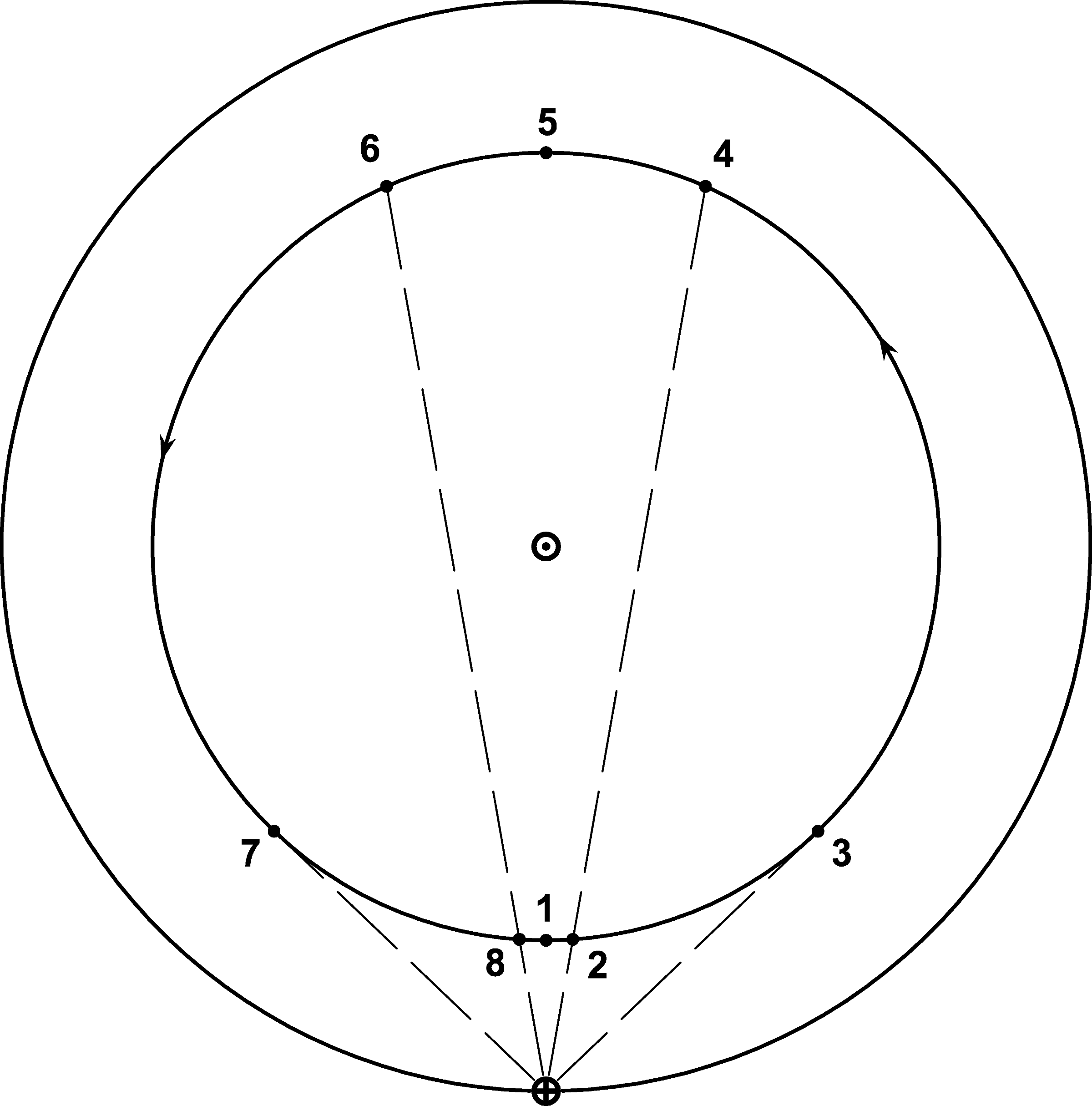
Visibilità di Venere dalla Terra nel periodo sinodico del pianeta, 584 giorni.

Un osservatore dalla Terra vede Venere completare una rivoluzione intorno al Sole apparentemente in 583,92 giorni, periodo sinodico del pianeta. Quando Venere è alla minima distanza dal nostro pianeta, si trova controsole e risulta pertanto invisibile. È infatti alla congiunzione inferiore, cioè una delle due posizioni orbitali in cui il pianeta si trova sulla congiungente Terra-Sole. Venere diviene visibile dalla Terra quando raggiunge una distanza angolare di circa 10° dal Sole. A tale condizione corrisponde la levata eliaca di Venere, ovvero la (prima) comparsa del pianeta subito prima dell'alba. Con il procedere di Venere sulla sua orbita, aumenta progressivamente la distanza angolare di Venere dal Sole e conseguentemente l'anticipo del suo sorgere rispetto al sorgere del Sole. Ciò prosegue per circa nove settimane finché Venere raggiunge l'elongazione massima occidentale, cui corrisponde una distanza angolare di circa 47° dal Sole e un periodo di visibilità antecedente l'alba di circa 3 ore, nel corso del quale Venere ha modo di levarsi nel cielo per un'ascensione di circa 40°, quasi metà della distanza fra l'orizzonte e lo zenit.
Il pianeta inizia quindi il percorso inverso che lo porta progressivamente a riavvicinarsi al Sole e che dura all'incirca sei mesi e mezzo. In questo periodo la levata di Venere si riavvicina sempre più a quella del Sole. Quando è nuovamente raggiunta una distanza angolare occidentale di circa 10° dal Sole, Venere scompare nel bagliore della stella. Questo evento corrisponde all'ultima apparizione del pianeta nel cielo dell'alba (tramonto eliaco). Il periodo di invisibilità successivo ha una durata di circa cinquanta giorni, nel corso dei quali si verifica la congiunzione superiore: Venere viene nuovamente a posizionarsi sulla congiungente Terra-Sole ma, questa volta, oltre la stella.
Quando il pianeta raggiunge una distanza angolare orientale di circa 10° dal Sole, si verifica la prima comparsa di Venere nel cielo della sera (levata vespertina o acronica), subito dopo il tramonto del Sole oltre l'orizzonte. Inizia quindi una fase di progressivo allontanamento prospettico di Venere dal Sole, che perdura per i seguenti sei mesi e mezzo, che culminano nell'elongazione massima orientale, cui corrisponde il massimo periodo di visibilità di Venere nel cielo serale. Nelle seguenti nove settimane, il pianeta si riavvicina progressivamente al Sole e scompare alla vista quando raggiunge nuovamente una distanza angolare di circa 10° dal Sole, cui corrisponde l'ultima apparizione di Venere al tramonto (tramonto vespertino). Il periodo di invisibilità in corrispondenza della congiunzione inferiore è di circa 8 giorni, trascorsi i quali il pianeta riappare nel cielo dell'alba e il ciclo si ripete.
Il ciclo descritto è tuttavia complicato dal fatto che la Terra e Venere sono in moto relativo tra loro, su orbite ellittiche e non complanari; configurazioni simili si ripetono dopo 5 o 8 volte il periodo sinodico di Venere (corrispondenti ad 8 e 12,8 anni). Inoltre, le albe ed i tramonti del Sole sono regolati dal moto di rotazione della Terra.
Al ciclo di Venere sono direttamente correlati sia la lenta variabilità nella luminosità apparente di Venere sia il fenomeno delle fasi, descritti nella sezione seguente.

## Fasi

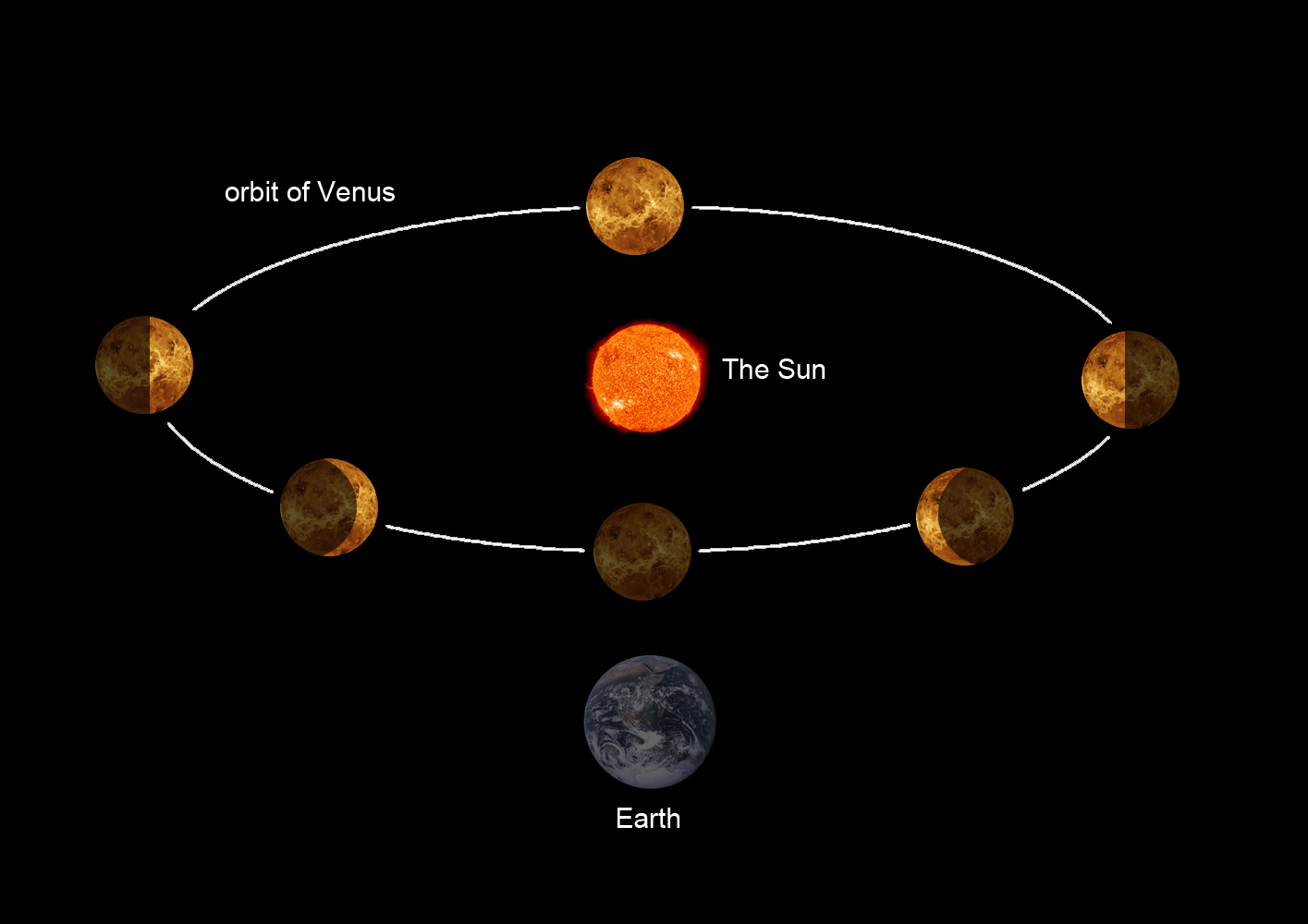
Fasi di Venere

Ogni corpo celeste che percorre un'orbita interna rispetto a quella dell'osservatore presenta delle fasi e Venere non fa eccezione quando osservata dalla Terra. Diversamente rispetto a quanto accade per la Luna, tuttavia, le fasi di Venere in generale non possono essere osservate ad occhio nudo, ma è necessario almeno un piccolo telescopio.
Il pianeta è in una fase "piena" (tutto il disco illuminato) quando è prossimo alla congiunzione superiore, e pertanto invisibile. Inoltre, la distanza dalla Terra è massima (1,72 UA) e il suo diametro apparente di soli 9,9". È visibile un "quarto" del pianeta quando è alla sua elongazione massima. In tale posizione, molto più vicina alla Terra, il diametro apparente di Venere è di 37,7". La fase "nuova" si verifica, invece, alla congiunzione inferiore: Venere è a 0,28 UA dalla Terra ed il suo diametro appare di 64,5", sei volte e mezzo più grande che alla congiunzione inferiore.

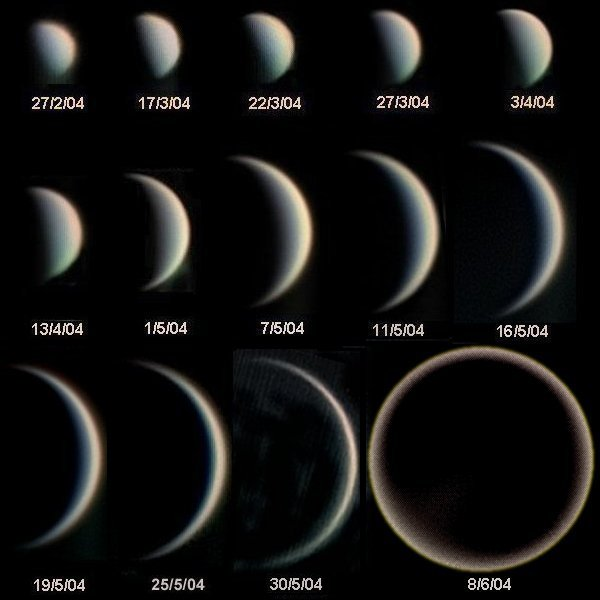
Fasi di Venere e evoluzione del suo diametro apparente.

Proprio perché variano contestualmente le dimensioni dell'area apparente di Venere (a causa della variazione della distanza relativa tra il pianeta e la Terra) e la porzione del disco illuminato osservabile dalla Terra (per il fenomeno delle fasi), si verifica una lenta variazione della magnitudine apparente del pianeta, che varia tra -3,5 e -4,5. La massima luminosità è raggiunta circa 36 giorni prima la massima elongazione occidentale e circa 36 giorni dopo la massima elongazione orientale, quando il 28% del suo disco è illuminato e il suo diametro apparente è di 39,0".

### Anomalia della fase di Venere
La presenza dell'atmosfera venusiana complica, tuttavia, il fenomeno delle fasi rispetto al caso più familiare della Luna, che ne è priva. Già nel 1793 l'astronomo tedesco Johann Hieronymus Schröter aveva notato che la fase osservata non corrisponde esattamente a quella prevista geometricamente. Il fenomeno - che è stato indicato come anomalia della fase di Venere o effetto Schröter - si visualizza più facilmente quando il pianeta è alla sua massima elongazione e dovrebbe presentare la fase di un quarto: la linea del terminatore che dovrebbe essere rettilinea, manifesta invece una leggera concavità.
Nel diciannovesimo secolo, il manifestarsi dell'anomalia è stato registrato anche da Wilhelm Beer, Johann Heinrich von Mädler e Francesco de Vico. Gli studi sono ripresi poi all'inizio del Novecento, soprattutto per opera della British Astronomical Association (BAA). Osservazioni sistematiche hanno innanzitutto permesso di misurare il fenomeno: la dicotomia, ovvero la data in cui è illuminata solo una metà di Venere, si manifesta con un anticipo (per l'elongazione orientale) o posticipo (per l'elongazione occidentale) di 7,3 giorni - secondo Sohl e Weber - o 4 giorni - secondo Mallama -  rispetto alla data attesa. Questa però non può che essere una stima approssimata, perché i dati osservativi, soprattutto se precedenti all'avvento di strumenti fotografici, sono affetti da imprecisioni derivanti dalla possibile suggestione degli osservatori.
Mallama ha spiegato il fenomeno come dovuto alla diffusione della luce nell'alta atmosfera venusiana. Schmude e Dutton lo hanno confermato e individuato un secondo contributo offerto dall'atmosfera: la linea del terminatore risulta frastagliata per le profonde ombre gettate dalle strutture nuvolose presenti nell'atmosfera stessa. È l'insieme dei due fenomeni a determinare l'anomalia nella fase del pianeta.

## Transiti

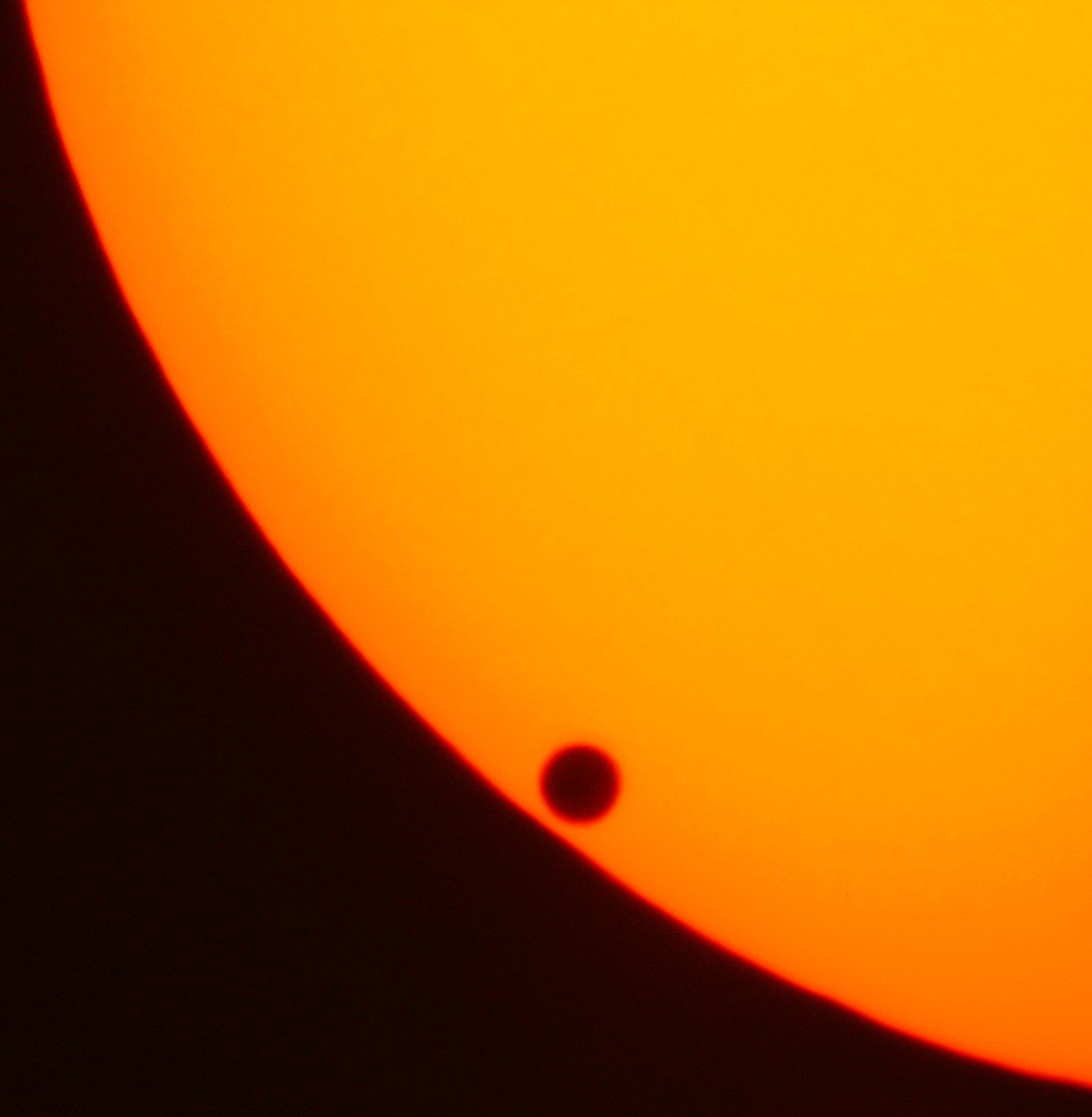
Transito di Venere sul Sole

Un transito avviene quando Venere si trova esattamente tra la Terra e il Sole, ed è un evento astronomico raro. La prima osservazione avvenne il 4 dicembre 1639 da Jeremiah Horrocks e William Crabtree, mentre nel 1761 venne osservato da Mikhail Lomonosov che fornì la prima prova dell'esistenza di una atmosfera. I transiti del XIX secolo permisero, attraverso la parallasse di calcolare precisamente la distanza della Terra dal Sole.
Questo fenomeno può avvenire solo all'inizio di giugno o all'inizio di dicembre, quando il pianeta incrocia l'eclittica (il piano orbitale terrestre), e si presenta a coppie di eventi a distanza di otto anni. La distanza tra una coppia di transiti e la successiva ha invece un periodo superiore ad un secolo: l'ultima è avvenuta nel 2004 e nel 2012, la precedente si è verificata nel 1874 e nel 1882.

## Osservazione telescopica

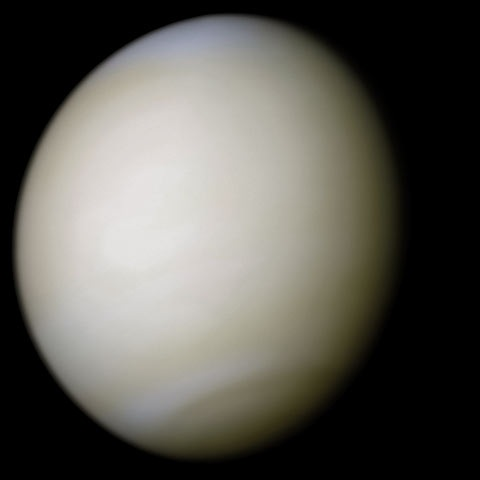
Venere nel visibile ripresa dal Mariner 10.

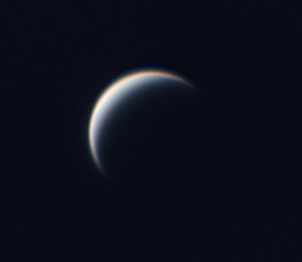
Venere ripresa con un telescopio Cassegrain da 250 mm di diametro.

L'uso anche di un piccolo telescopio consente l'osservazione del fenomeno delle fasi. L'uniformità nel visibile della coltre nuvolosa che ricopre il pianeta rende tuttavia difficoltoso distinguere delle figure di albedo, sebbene alcuni dichiarino di essere riusciti nella loro osservazione anche con strumenti di 2 o 3 pollici (5×107,5 cm rispettivamente) di diametro. Tra le figure osservate sono state segnalate sia macchie brillanti in prossimità dei poli del pianeta (cusp caps o polar spot) e nubi luminose che attraversano il terminatore, sia ombreggiature sulla porzione illuminata del disco. La capacità di discernimento di queste ultime - che possono presentarsi come bande, diramazioni radiali, dalla forma irregolare o assente - sembrerebbe legata alla sensibilità del singolo osservatore alla luce ultravioletta.

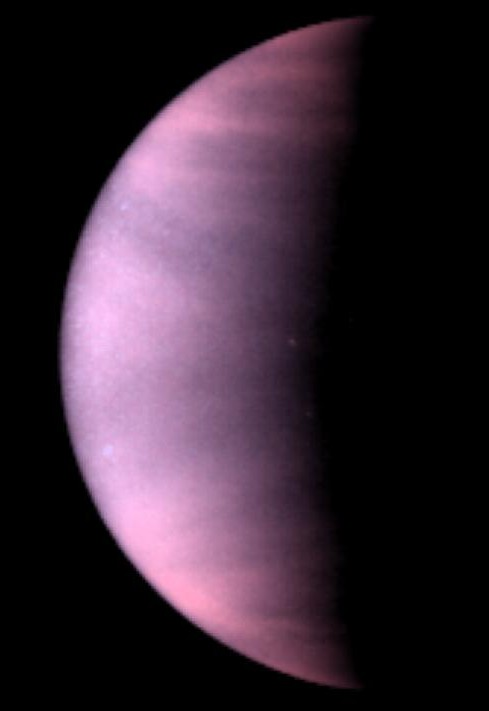
Venere ripresa nell'ultravioletto attraverso il telescopio spaziale Hubble nel 2010.

I dettagli delle nubi possono essere fotografati nell'ultravioletto, associando al telescopio un rilevatore CCD e un filtro fotometrico centrato sui 365 nm. Riprese nell'infrarosso (tra 700×101000 nm) consentono invece di cogliere le ombreggiature più scure.
Alcuni osservatori dichiarano infine di aver individuato un debole bagliore - indicato come luce cinerea, Ashen light o luce di Ashen - proveniente dall'emisfero notturno di Venere, in modo analogo a quanto accade per la Luna e la luce cinerea che l'interessa. Tuttavia, mentre quest'ultima è provocata dal riflesso, verso il satellite, della luce solare da parte della Terra, la luce cinerea di Venere non ha ancora trovato una spiegazione convincente ed è ritenuta da alcuni studiosi un fenomeno illusorio. Inoltre, le sue caratteristiche non appaiono prevedibili. È stato ipotizzato che possa essere generata da fulmini, da una manifestazione analoga all'airglow terrestre o dalla luminescenza di alcune nubi presenti al di sotto dello strato visibile.

## Storia
Nel XIX secolo molti osservatori dichiararono che il pianeta ha un periodo di rotazione di circa 24 ore, ed il primo a calcolare una rotazione molto superiore (vicina a quella della rivoluzione siderale) fu Giovanni Schiaparelli, ipotizzando che Venere fosse sincronizzato con il Sole (lo pensava anche di Mercurio), individuando quindi una stima ragionevolmente accurata: di fatto la prima misurazione del periodo di rotazione di Venere (243 giorni ca.) venne effettuata durante la congiunzione del 1961, al radio osservatorio inglese Jodrell Bank, a Goldstone, in California e in Unione Sovietica a Eupotoria (Crimea). Durante le congiunzioni successive le misure vennero raffinate e nel 1964 fu confermata il moto retrogrado della rotazione.
Prima delle osservazioni radio negli anni sessanta, si credeva che Venere possedesse un ambiente simile a quello terrestre. Questa ipotesi era sostenuta dai dati sulla dimensione del pianeta e dal raggio orbitale, che suggerivano una somiglianza con la Terra, e si immaginava la presenza di foreste e oceani. Tuttavia, le misurazioni nella lunghezza d'onda delle microonde effettuate da C. Mayer indicarono una fonte di temperatura elevata (circa 600 K).

## Mappatura radar
Dopo la Luna, Venere fu il secondo oggetto nel sistema solare ad essere esplorato con un radar dalla Terra. I primi studi furono effettuati nell'Osservatorio Goldstone della NASA, che fa parte del Deep Space Network. Alle congiunzioni inferiori successive il pianeta venne osservato anche dal Radiotelescopio di Arecibo. Queste prime misurazioni permisero di stabilire la rotazione retrograda (il pianeta ruota in senso opposto a quello di rivoluzione attorno al Sole), con un periodo di 243.1 giorni e che il suo asse di rotazione è quasi perpendicolare al piano orbitale. Venne anche misurato il raggio del pianeta, stimato in 6052 km.
Tra il 1970 e il 1985 vennero migliorate le tecniche di ripresa e aumentò l'interesse per le caratteristiche geologiche: mentre nelle prime riprese la superficie del pianeta appariva semplicemente più compatta rispetto a quella lunare, nelle successive si identificarono degli altopiani molto luminosi (che riflettevano molto le onde radar) chiamati Alpha Regio, Beta Regio e Monti Maxwell.